# Ceratozamia zaragozae
Ceratozamia zaragozae — вид голонасінних рослин класу саговникоподібні (Cycadopsida).
Етимологія: Вшанування генерала Ігнасіо Сарагоси.

## Опис
Стовбур до 20 см заввишки і 11 см в діаметрі. Молоде листя з коричневим запушенням. Зрілих листків 2–5 на рослині, 0.2–0.95 м завдовжки, темно-зелені й блискучі, гладкі, голі; черешок 15–25 см завдовжки, опухлий і щільно покритий шерстю біля основи, майже гладкий, дуже мало колючок; фрагментів листків від шістнадцяти до сорока трьох на кожен листок, їх розміри 5–25 см × 0,3–1 см, лінійно-ланцетні, прямі або злегка серповиді, шкірясті, темно-зелені й блискучі зверху, знизу більш бліді. Чоловічі шишки 10–20 см × 2–3 см, від субциліндричних до циліндричних, коричневі; плодоніжка довжиною 9–14 см, пухнаста. Жіночі шишки 8–12 см × 6–7 см, від яйцевидих до майже циліндричних, зазвичай поодинокі, коричневі, голі. Насіння близько 2 см в діаметрі, кулясте, помітно ребристе.

## Поширення, екологія
Країни поширення: Мексика (Сан-Луїс-Потосі). Рослини ростуть у горах Sierra de la Equiteria, у сухих сосново-дубових лісах на вулканічних виходах і в ріолітних ґрунтах.

## Використання
Вирощується, хоча й рідко, як декоративна.

## Загрози та охорона
Рослини серйозно постраждали в результаті надмірного збору, аж до того, що були майже ліквідовані в певних областях.